# Saint-Pierre-la-Bruyère
Saint-Pierre-la-Bruyère est une commune française, située dans le département de l'Orne en région Normandie, peuplée de 428 habitants (les Brucipierrois).

## Géographie
| Sablons-sur-Huisne (comm. dél. de Dancé)                                  | Verrières                       | Sablons-sur-Huisne (comm. dél. de Condeau) |
| Sablons-sur-Huisne (comm. dél. de Dancé)                                  | Saint-Pierre-la-Bruyère         | Sablons-sur-Huisne (comm. dél. de Condeau) |
| Sablons-sur-Huisne (comm. dél. de Dancé), Nogent-le-Rotrou (Eure-et-Loir) | Nogent-le-Rotrou (Eure-et-Loir) | Nogent-le-Rotrou (Eure-et-Loir)            |

### Hydrographie
La commune est située dans le bassin Loire-Bretagne. Elle n'est drainée par aucun cours d'eau,.

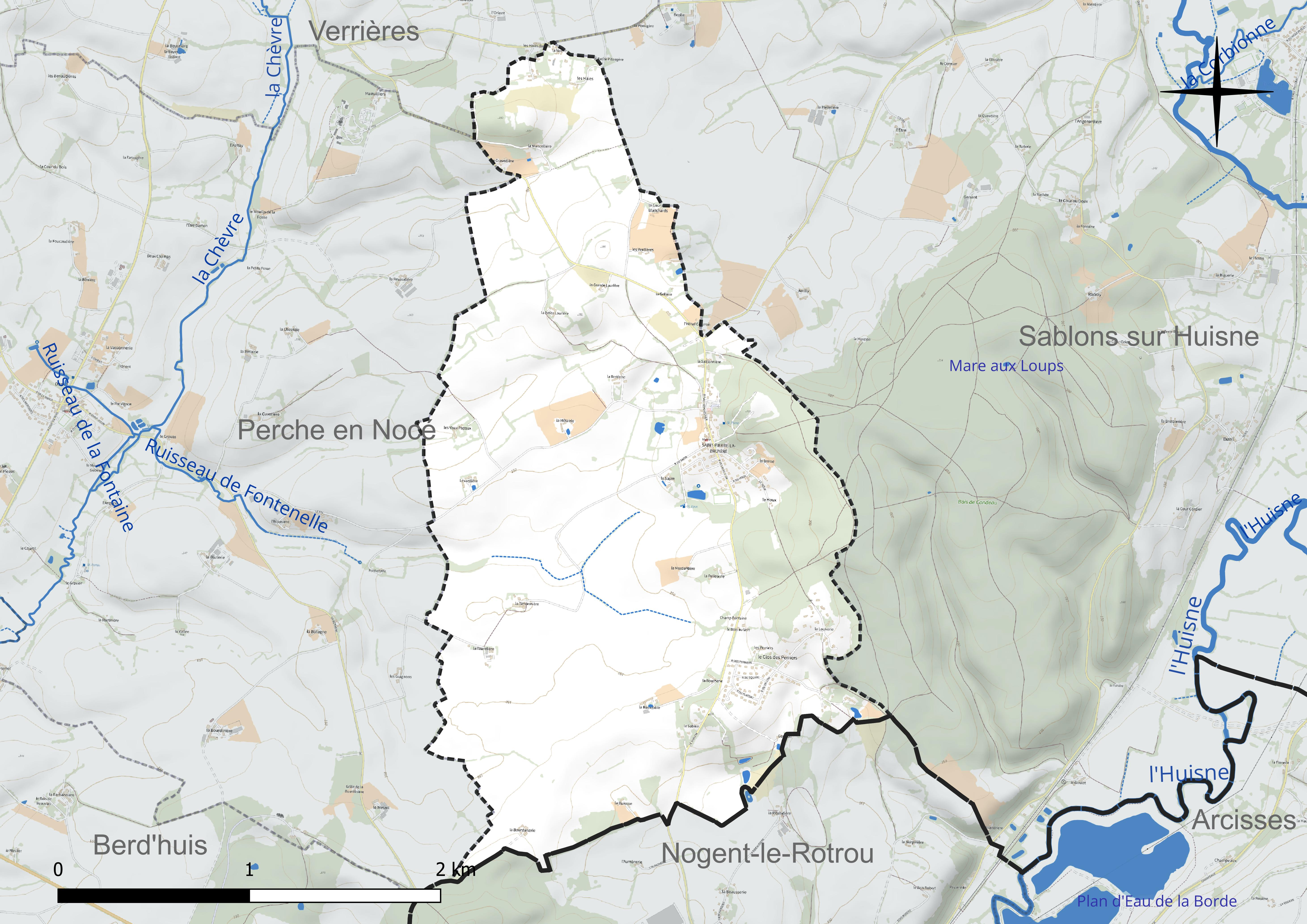
Réseau hydrographique de Saint-Pierre-la-Bruyère.

### Climat
Pour des articles plus généraux, voir Climat de la Normandie et Climat de l'Orne.
En 2010, le climat de la commune est de type climat océanique dégradé des plaines du Centre et du Nord, selon une étude du CNRS s'appuyant sur une série de données couvrant la période 1971-2000. En 2020, Météo-France publie une typologie des climats de la France métropolitaine dans laquelle la commune est exposée à un climat océanique altéré et est dans la région climatique Normandie (Cotentin, Orne), caractérisée par une pluviométrie relativement élevée (850 mm/a) et un été frais (15,5 °C) et venté. Parallèlement le GIEC normand, un groupe régional d’experts sur le climat, différencie quant à lui, dans une étude de 2020, trois grands types de climats pour la région Normandie, nuancés à une échelle plus fine par les facteurs géographiques locaux. La commune est, selon ce zonage, exposée à un « climat contrasté des collines », correspondant au Pays d'Ouche et au Perche et bénéficiant d’un caractère continental affirmé avec des précipitations atténuées et des amplitudes thermiques fortes.
Pour la période 1971-2000, la température annuelle moyenne est de 10,4 °C, avec une amplitude thermique annuelle de 14,4 °C. Le cumul annuel moyen de précipitations est de 787 mm, avec 12,5 jours de précipitations en janvier et 7,9 jours en juillet. Pour la période 1991-2020, la température moyenne annuelle observée sur la station météorologique la plus proche, située sur la commune de Perche en Nocé à 9 km à vol d'oiseau, est de 11,3 °C et le cumul annuel moyen de précipitations est de 747,8 mm,. Pour l'avenir, les paramètres climatiques de la commune estimés pour 2050 selon différents scénarios d’émission de gaz à effet de serre sont consultables sur un site dédié publié par Météo-France en novembre 2022.

## Urbanisme

### Typologie
Au 1er janvier 2024, Saint-Pierre-la-Bruyère est catégorisée commune rurale à habitat dispersé, selon la nouvelle grille communale de densité à sept niveaux définie par l'Insee en 2022.
Elle est située hors unité urbaine. Par ailleurs la commune fait partie de l'aire d'attraction de Nogent-le-Rotrou, dont elle est une commune de la couronne,. Cette aire, qui regroupe 25 communes, est catégorisée dans les aires de moins de 50 000 habitants,.

### Occupation des sols
L'occupation des sols de la commune, telle qu'elle ressort de la base de données européenne d’occupation biophysique des sols Corine Land Cover (CLC), est marquée par l'importance des territoires agricoles (82,7 % en 2018), en diminution par rapport à 1990 (83,6 %). La répartition détaillée en 2018 est la suivante : 
terres arables (73 %), prairies (8,9 %), zones urbanisées (8 %), forêts (5,9 %), milieux à végétation arbustive et/ou herbacée (3,4 %), zones agricoles hétérogènes (0,8 %). L'évolution de l’occupation des sols de la commune et de ses infrastructures peut être observée sur les différentes représentations cartographiques du territoire : la carte de Cassini (XVIIIe siècle), la carte d'état-major (1820-1866) et les cartes ou photos aériennes de l'IGN pour la période actuelle (1950 à aujourd'hui).

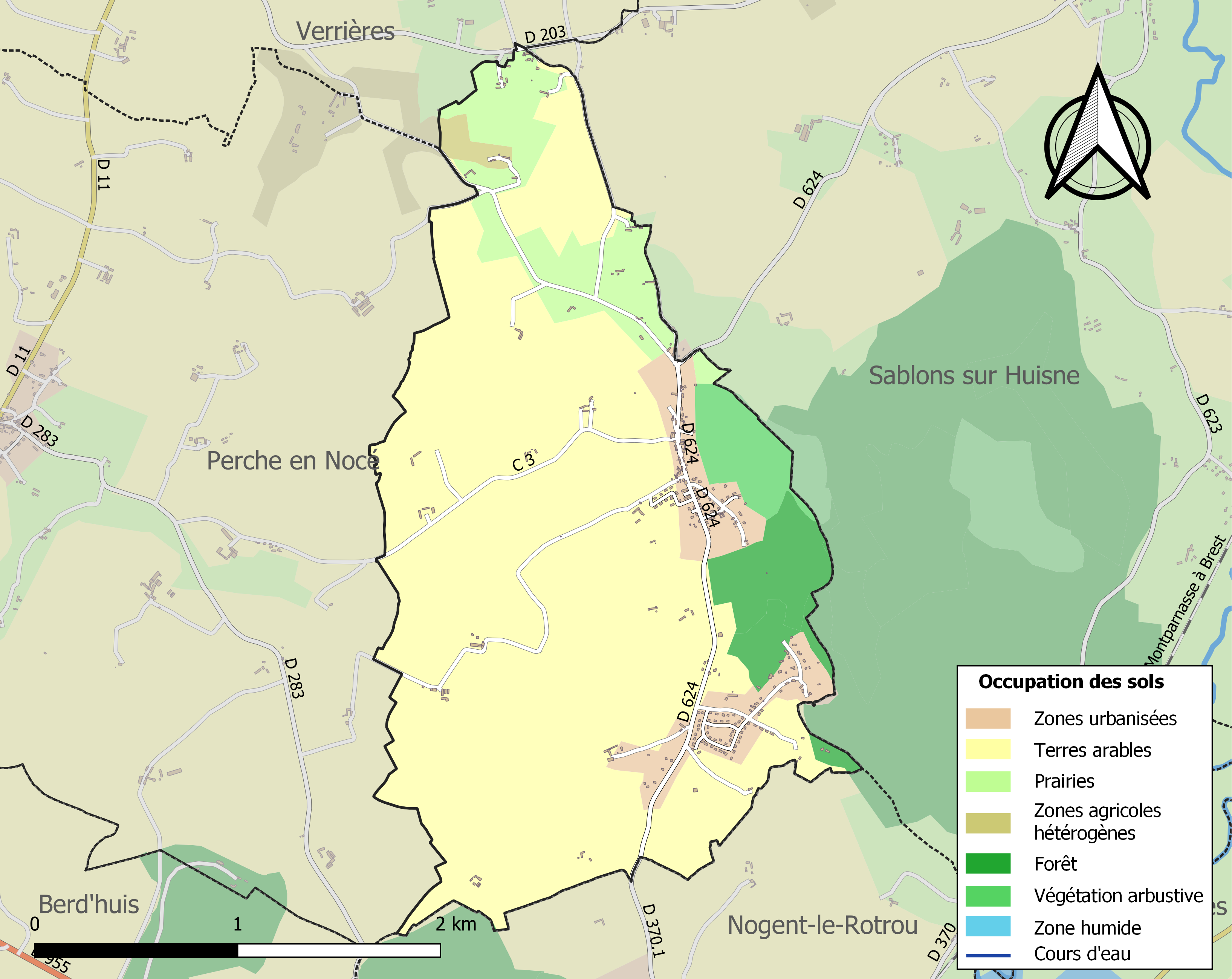
Carte des infrastructures et de l'occupation des sols de la commune en 2018 (CLC).

## Toponymie
Le nom de la localité est attesté sous la forme Sanctus Petrus de Bruyeria en 1099.
L'église est dédiée à l'apôtre Pierre.
La commune doit son nom aux grandes étendues de bruyère qui couvraient jadis son territoire.

## Politique et administration
| Période                                  | Période   | Identité             | Étiquette | Qualité                                |
| ---------------------------------------- | --------- | -------------------- | --------- | -------------------------------------- |
| mars 1971                                | mars 2001 | Lucien Fortin        |           |                                        |
| mars 2001                                | mars 2008 | Roger Moreau         |           | Retraité de l'Éducation nationale      |
| mars 2008                                | mai 2021  | Jean-Robert Dagoneau | SE        | Retraité des transports Démissionnaire |
| Les données manquantes sont à compléter. |           |                      |           |                                        |

Le conseil municipal est composé de onze membres dont le maire et deux adjoints.

## Démographie
L'évolution du nombre d'habitants est connue à travers les recensements de la population effectués dans la commune depuis 1793. Pour les communes de moins de 10 000 habitants, une enquête de recensement portant sur toute la population est réalisée tous les cinq ans, les populations de référence des années intermédiaires étant quant à elles estimées par interpolation ou extrapolation. Pour la commune, le premier recensement exhaustif entrant dans le cadre du nouveau dispositif a été réalisé en 2008.
En 2022, la commune comptait 428 habitants, en évolution de −4,04 % par rapport à 2016 (Orne : −3,21 %, France hors Mayotte : +2,11 %).
Saint-Pierre-la-Bruyère avait compté jusqu'à 425 habitants en 1846 puis la population était redescendu à 170 (1968). Le précédent maximum fut dépassé en 1990 (474 habitants).
| 1793 | 1800 | 1806 | 1821 | 1836 | 1841 | 1846 | 1851 | 1856 |
| ---- | ---- | ---- | ---- | ---- | ---- | ---- | ---- | ---- |
| 377  | 197  | 410  | 381  | 419  | 423  | 425  | 400  | 387  |

| 1861 | 1866 | 1872 | 1876 | 1881 | 1886 | 1891 | 1896 | 1901 |
| ---- | ---- | ---- | ---- | ---- | ---- | ---- | ---- | ---- |
| 370  | 351  | 352  | 372  | 338  | 309  | 321  | 314  | 286  |

| 1906 | 1911 | 1921 | 1926 | 1931 | 1936 | 1946 | 1954 | 1962 |
| ---- | ---- | ---- | ---- | ---- | ---- | ---- | ---- | ---- |
| 268  | 266  | 222  | 228  | 210  | 229  | 234  | 221  | 196  |

| 1968 | 1975 | 1982 | 1990 | 1999 | 2006 | 2008 | 2013 | 2018 |
| ---- | ---- | ---- | ---- | ---- | ---- | ---- | ---- | ---- |
| 170  | 194  | 294  | 474  | 446  | 424  | 418  | 447  | 431  |

| 2022 | - | - | - | - | - | - | - | - |
| ---- | - | - | - | - | - | - | - | - |
| 428  | - | - | - | - | - | - | - | - |

## Lieux et monuments
- Église Saint-Pierre d'origine romane abritant un tableau représentant la Vierge en prières classé à titre d'objet aux Monuments historiques[21]. Le 19 septembre 1909, année de la béatification de Jeanne d'Arc, vers dix heures, l'évêque de Sées bénissait la cloche de Saint-Pierre-la-Bruyère baptisée Jeanne, Augustine, Marie[22].
- Partie occidentale du bois de Condeau.